# Anders Gerner Frost
Anders Gerner Frost (født 19. marts 1976) er en dansk ejendomsmægler og lokalpolitiker, der fra 1. januar 2018 til 31. december 2021 var borgmester i Gribskov Kommune. Han er blandt andet kendt for sin medvirken i DR's serie Hammerslag.
Han blev indvalgt for De Konservative til byrådet i Gribskov Kommune ved kommunalvalget i 2009. Forud for kommunalvalget i 2013 var han medstifter af lokallisten Nytgribskov og blev indvalgt i byrådet i Gribskov Kommune. Han blev genvalgt på samme liste ved kommunalvalget i 2017, hvor han blev udpeget som borgmester.